# いつでも夢を (漫画)
『いつでも夢を』（いつでもゆめを）は、原秀則による日本の漫画。『ヤングサンデー』（小学館、1995年から週刊化）にて1994年から1997年まで連載された（全68話）。単行本は全6巻（小学館ヤングサンデーコミックス）。

## ストーリー
自分にどうしても自信を持つことができない内向的でモテない高校生の主人公、多田野一郎は、唯一の得意といえる趣味の漫画で、自分を主人公、友人・筧（かけい）幸太郎の彼女である如月みちるをヒロインに仕立てた恋愛物語を描いて妄想に耽っていたが、当のみちるに漫画を読まれてしまう。その時にみちるが何気なく言った励ましの言葉を真に受けて、多田野は漫画家の道を目指していく。
漫画好きの平凡な高校生・多田野が、みちるの言葉や、同じ高校の女生徒でいち早くデビューを果たし人気漫画家となる小島能理子、編集者の泉を始めとする様々な人々との出会いや別れを経て、悩み苦しみながらも一人前の漫画家になっていくまでを描いている。